# Дора Дюстабанова
Дора Георгиева Дюстабанова с творчески псевдоним Дора Янтрина е българска актриса и поетеса, свързала живота си в любовен роман с Теодор Траянов.
Дора Дюстабанова е любителка на поезията още от дете и по тази причина се записва в младежкия декламаторски клуб в Ючбунар. Там тя запознава любимия си поет Христо Смирненски със своята сестра Женя (Евгения) Дюстабанова и по този начин допринася за сърдечната връзка, възникнала помежду им. След завършването си на гимназиално обаразование тя става част от театралната студия на литературния кръг към списание „Хиперион“, следвайки съветите на Смирненски. Първончално те се помещават в читалище „Славянска беседа“, а по-късно студията преминава към Народния театър. В тази компания през 1924 година тя се запознава с поета Теодор Траянов. Тя заживява с него и поема цялата им издръжка, а дори със скромната си заплата на млада актриса изпраща пари на децата му живеещи във Виена.
Желаейки да прилича на Анна Григориевна Достоевска (втора жена на Фьодор Достоевски), след прочитането на дневника и, Дора по примера на рускинята започва да води свои записки. Чрез тях тя полага усилия за да допринесе за популяризирането на творчеството на Траянов, когото счита че е „прероденият Орфей“, тоест тя е искала да бъде достойна за неговия гений. Инак тя е имала и други близки приятели – Милка Ламбрева, Константин Кисимов, Борис Борозанов.
| „ | Дора Дюстабанова беше нисичка на ръст, необикновено пъргава, с изразителни умни очи, които горяха, когато вдъхновено рецитираше стиховете му [на Траянов]. Но една тъга, дълбоко изживявана, засенчваше понякога погледа й. Тя носеше в себе си някаква обреченост. Иван Радославов. | “ |

Дора Дюстабанова почива в София при операция.

## Театрални роли на сцената на народния театър
| Орлето             | Едмон Ростан      | Наполеон II      |
| Любовта-лекар      | Жан-Батѝст Молиер | Негърчето Шамлин |
| На дъното          | Максим Горки      | Настася          |
| Сън в лятна нощ    | Уилям Шекспир     | Пук              |
| Щуреца на огнището | Чарлз Дикенс      | Сляпата Берта    |
| Тартюф             | Жан-Батѝст Молиер | Дорина           |
| Мнимия болен       | Жан-Батѝст Молиер | Тоанета          |
| Малкият Йолф       | Хенрик Ибсен      | Аста             |